# La Blogothèque
La Blogothèque est un site web d’information musicale et une société de production, basée à Paris.
Lancé en août 2003 sous la forme de blog collectif, La Blogothèque devient rapidement un média de référence pour les fans de rock et de pop indépendants.
Le site est connu pour avoir créé les « Concerts à emporter », un format de vidéo musical intimiste laissant une grande part d’improvisation aux musiciens. Le format a souvent été présenté comme la réinvention du clip musical à l’heure du web.

## Débuts
La Blogothèque est créé en août 2003 par Christophe « Chryde » Abric, alors journaliste high-tech à LCI et blogueur. Il découvre alors d’autres blogueurs qui, comme lui, font partie d’une frange de passionnés de musique qui ne se retrouvent plus dans la presse traditionnelle et sont intéressés par la liberté d’expression propre au web. En octobre 2003, avec « Manur » (Emmanuel Bizieau), Nenelle (Mathieu Genelle), David Scrima, Human Target, etc., ils lancent un blog collectif consacré à la musique, avec des articles qui veulent « parler de musique différemment, de manière intime, transversale et décalée ». La Blogothèque se singularise par des articles qui se distinguent par leur forme (anticipations autour de la musique, séries sous forme de feuilletons…), leurs sujets (« Le journal intime d’un téléchargeur ») et la production d’événements (échanges aveugles de compilation, duels de MP3…). L’équipe s'étoffe au fil des années, comptant parmi ses membres Alexandre Lenot, Sophian Fanen, Benoît Furic, Nora Bouazzouni, Dali Zourabichvili, Philippe Dumez ou Ondine Benetier.

## Un MP3 blog français
Au cours de la première année, La Blogothèque évolue. Le 19 septembre 2004, une nouvelle version du site est lancée. Avec ses articles rapides, « sa boîte à liens » alimentée plusieurs fois par jour et son « MP3 blog », le site se fait remarquer. Chaque jour, un chroniqueur du site partage un lien vers un fichier audio à télécharger, accompagné d’un texte. La pratique est illégale, mais les MP3 blogs sont tolérés par les maisons de disques en vertu d’une certaine éthique : partage d’un seul morceau par album, pendant une semaine seulement, en privilégiant des artistes émergents. La Blogothèque met en avant des artistes alors inconnus en France et ignorés par la presse traditionnelle car encore non distribués en France, comme Arcade Fire, Beirut, Clap Your Hands Say Yeah, etc.

## Les premiers «Concerts à emporter»
Fin 2004, Christophe « Chryde » Abric rencontre le photographe et réalisateur Vincent Moon à Paris durant un concert de Devendra Banhart. Les deux hommes se lient d’amitié. Au printemps 2005, Christophe Abric soumet à Vincent Moon une idée de vidéo dans lequel un groupe jouerait dans la rue en composant avec l’environnement immédiat. L’idée résonne chez le réalisateur. En avril 2006, Chryde et Moon tournent le premier épisode avec le groupe américain The Spinto Band.
Par leur esthétique, le recours systématique à des plans séquence et le son qui capte l’ambiance, les Concerts à emporter imposent une nouvelle manière de filmer la musique. En même temps qu’elle installe cette révolution visuelle, La Blogothèque acquiert une dimension internationale. Des artistes comme The Kooks, Grizzly Bear, The National, Sufjan Stevens, R.E.M. ou Arcade Fire acceptent de se prêter à l’exercice. Les vidéos cumulent parfois plusieurs millions de vues et le concept inspire des réalisateurs partout dans le monde. Dans un article de 2011, la journaliste Lizzy Goodman écrit dans le New York Times : « Il y environ cinq ans, un jeune prodige réalisateur français nommé Vincent Moon a réinventé le clip musical ».
À partir de 2007, tandis que Vincent Moon se retire progressivement du projet pour explorer d’autres formes aussi bien musicales que cinématographiques, La Blogothèque recrute d’autres réalisateurs en France et aux États-Unis (Colin Solal Cardo, Nate Chan, Nathanaël Le Scouarnec, Arturo Perez…). À ce jour, plus de 550 groupes ont participé à ces « Concerts à emporter », ce qui représente un total de près de mille vidéos.

## Les «Soirées de poche»
En mars 2008, Red Hunter, musicien américain connu sous le nom de « Peter & the Wolf », écrit à la Blogothèque. Red leur confie son souhait de faire sa première tournée européenne, en l’organisant lui-même avec l’aide de ses soutiens. La Blogothèque lui organise un concert dans un appartement privé, à Paris. La trentaine de spectateurs qui y assiste vit un moment unique et rare. Cela donne l’idée à La Blogothèque de faire de ces concerts en appartement un format à part entière. C’est aussi un moyen de répondre aux demandes croissantes de personnes voulant assister au tournage des « Concerts à emporter ». Le concept est baptisé « Soirée de poche ». Chaque concert bénéficie d'une affiche unique dessinée par l’illustrateur Thomas Baas. Les Soirées de poche ne sont annoncés que quelques jours avant et la participation s’effectue par tirage au sort. Dès les premiers concerts, des artistes comme Patrick Watson ou Bon Iver se produisent, et à partir de la quatrième édition (avec Bowerbirds), en septembre 2008, les Soirées de poche deviennent un programme produit en partenariat avec ARTE Live Web (devenu ARTE Concert) et réalisé par Benoît Toulemonde.

## La boîte de production
Début 2009, la production des « Soirées de poche » en collaboration avec Arte pousse Chryde à lancer une boîte de production avec Matthieu Buchsenschutz. L’enjeu est de faire évoluer la structure et de dégager des revenus pour soutenir les contributeurs de la partie média. La Blogothèque continue de produire les « Concerts à emporter » et « Soirées de poche ». En parallèle, la société de production développe une offre plus institutionnelle et se lance dans la captation de concerts[Quoi ?]. Le groupe Air accepte par exemple d’être filmé pour la première fois de sa carrière, sous la coupole Niemeyer, à Paris. À l’occasion du concert du groupe Alt-J à la chapelle des Beaux-Arts à Paris, Libération résume l’ambition voulue dans cette manière nouvelle de filmer les concerts : « Du décor impressionnant au soin apporté à la lumière en passant par les mouvements de caméra ambitieux, le résultat réalisé par David Ctiborsky tient presque plus du clip léché − de 70 minutes − que de la captation lambda ».
La Blogothèque produit également des programmes originaux sponsorisés (avec Converse, Nokia, Google, Veja…), ainsi que des documentaires (Paris Tower 13 et More than Jazz sur le Montreux Jazz Festival). Elle a depuis quelques années diversifié son offre en produisant des fictions, comme les séries d'animation Tout est vrai (ou presque) et Pigeons et Dragons, réalisées par Nicolas Rendu, le court-métrage d'animation Margot et le robot ou encore les séries courtes Replay et 18h30, sélectionnée en compétition au festival Séries Mania en 2020 et 2022.